# Julgamentos das bruxas de Trier
Os julgamentos das bruxas de Trier , na Alemanha, nos anos de 1581 a 1593, foi talvez o maior julgamento de bruxas na história européia. As perseguições começaram na diocese de Trier em 1581 e atingiu a própria cidade em 1587, onde levou á morte de cerca de trezentos e sessenta e oito pessoas, e foi, talvez, a maior execução em massa na Europa em tempo de paz. Isto é, contando apenas os executado dentro da própria cidade, e o número real de executados, contando também os mortos em toda a caça às bruxas dentro da diocese como um todo, era ainda maior. O número exato de executados nunca foi estabelecido; um total de 1000 tem sido sugerido mas não foi confirmado.